# Саламандра червона
Саламандра червона (Pseudotriton ruber) — вид земноводних з роду Несправжній тритон родини Безлегеневі саламандри.

## Опис
Загальна довжина досягає 9—18 см за своєю будовою й забарвленням схожа на мулову саламандру. Відрізняється загостреною мордою, більшими плямами на спині та помаранчево-жовтими очима.

## Спосіб життя
Полюбляє чагарники, кущі біля гірських водойм. зустрічається на висоті до 1500 м над рівнем моря. Взимку перебуває у холодних струмках, влітку пересувається суходолом. Активна у присмерку. Живиться великими безхребетними.
Статева зрілість настає у 5 років. Шлюбний сезон відбувається в восени та взимку. Самиця відкладає під каміння 50—100 яєць. за сезон буває декілька кладок.

## Розповсюдження
Мешкає у східних штатах США.